# Aeroportul Abemama Atoll
Aeroportul Abemama Atoll (IATA: AEA, ICAO: NGTB) este un aeroport din Gilbert Islands⁠(d), Kiribati ce deservește zona Abemama⁠(d). A fost numit după zona deservită.
Situat la o altitudine de 2 m, aeroportul dispune de o singură pistă.